# Lichnice (vrch)
Lichnice je kopec v Železných horách s nadmořskou výškou 480 m n. m. nad městem Třemošnice v okrese Chrudim. Na jeho vrcholku se rozkládá zřícenina stejnojmenného hradu.

## Charakteristika
Vrch má nadmořskou výšku 480 metrů. Geomorfologicky spadá do celku Železné hory, podcelku Sečská vrchovina, okrsku Spálavský hřbet a podokrsku Lichnický hřbet.